# Anlly Piantini
Anlly Piantini (22 de junio del 1982, Santo Domingo, Rep. Dominicana) es una cantante de música cristiana, actriz y comunicadora social, productora y conductora de los programas Cristianizando TV, Proyecto 69 TV y de Yo Soy Auténtica. Es miembro y fundadora de la Asociación Dominicana de Comunicadores Cristianos ADOCOC, instituida en el 2006.
Ha sido reconocida en Premios El Galardón como Cantante Femenina en dos ocasiones, asimismo, nominada a Premios Soberano en la categoría de música cristiana.

## Biografía
Desde muy pequeña mostró su inclinación al canto y la música, siendo su primer escenario su escuela y sus primeros espectadores su madre, familiares, maestros y compañeros de clase; en su infancia fue producto de la violencia intrafamiliar, en la separación de sus padres y del maltrato de su padrastro, causándole lesiones físicas y emocionales que tuvo que afrontar apenas meses de su nacimiento; experiencias que hoy testifica a jóvenes adolescentes, motivándolos a poner sus vidas en manos de Dios ya que a sus 13 años abrazó la fe cristiana dando testimonio de su sanidad y salvación.
Como estudiante, fue reconocida con medallas al mérito estudiantil otorgadas por La Secretaria de Estado de Educación Bellas Artes y Cultos en su país de origen, cursando la carrera de Ingeniería de sistemas y en sus labores cotidianas como profesora de básica y secundaria, escucha acerca del programa Cristianizando TV donde se estaban realizando audiciones para el Festival de “La Voz Cristiana por TV”, en el que participa quedando dentro de los diez finalistas, esto causó que por su destacada participación en este festival, fue invitada por la producción de dicho espacio a integrarse al proyecto, como coordinadora del mismo, aceptando de inmediato uniéndose a la visión de este proyecto, procurando al mismo tiempo prepararse en las diferentes áreas de la comunicación, formándose como actriz, locutora, presentadora de radio y televisión, y recibiendo clases de canto.

## Carrera artística
Para el año 2005, asume la producción general del programa Cristianizando TV, la presentación del programa Proyecto 69 TV e incursiona como actriz de cine en algunas películas de bajo presupuesto. En el año 2006, empieza a trabajar en su primera producción musical, estrenándose el mes de junio del año 2007, con el lanzamiento a la radio de la canción «Llámame», canción homónima a este proyecto discográfico que la da a conocer en el ámbito musical, recibiendo la aceptación del público a través de sus presentaciones en programas de televisión y eventos.
Ha participado como actriz en las películas Lilis en el 2005 dirigida por el cineasta Yimmi Sierra, y en Expreso, dirigida por el cineasta cristiano Jesús Villanueva en el 2018, también ha participado en teatro en Red de Sangre en el 2018, una producción de JUCUM Santo Domingo. 
«Recibe mi corazón» fue el sencillo de su proyecto titulado Por mi Fe. Esta canción es de autoría del cantautor dominicano Lenny Salcedo, nominado a los premios Grammy Latinos 2015 y arreglo del maestro Roosevelt Martínez, reconocido productor y cantante también dominicano. En 2015, inició su World Tour Por mi Fe, en el Auditorio Nacional de La Gran Comisión, como inicio de una serie de presentaciones que se estarán realizando en República Dominicana y en tierras extranjeras.
En 2017, celebró 10 años de trayectoria. Piantini cerró el año 2018 en Casa de Teatro, lanzando su nuevo disco titulado Úsame del que se desprenden temas como «Súper Man», «Llueve», «Hasta ya no respirar», entre otros.
En 2020, inicia una nueva etapa en su carrera profesional con su espacio de televisión «Yo Soy Auténtica». En 2021, lanzó «Decídete a amar», una canción que hablaba sobre el perdón.

## Discografía

### Álbumes de estudio
- 2007: Llámame
- 2011: Seguir
- 2014: Por mi fe
- 2016: Más Remix
- 2018: Úsame
- 2022: Se vale soñar

## Premios y reconocimientos

### Premios El Galardón
- 2013: Nominada como Cantante Femenina del Año
- 2014: Nominada como Cantante Femenina del Año, Videoclip del Año con el vídeo «El Amor Donde está»
- 2015: Nominada como Cantante Femenina del Año, Canción del Año y Álbum del Año,[17] siendo premiada en esta última categoría por su producción Por mi fe.
- 2016: Nominada Cantante Femenina[18]
- 2017: Nominada Cantante Femenina
- 2018: Nominada Evento del Año por la celebración de sus 10 años de Carrera
- 2020: Ganadora del Renglón Cantante Femenina del Año[19]
- 2021: Nominada como Cantante Femenina, Canción del Año por el tema «Se Vale Soñar» y Programa de TV por su espacio «Yo Soy Auténtica»

### Premios Soberano
- 2016: Nominada en la categoría Música Religiosa Contemporánea
- 2020: Nominada en la categoría Música Cristiana Contemporánea

### Otros reconocimientos
- Finalista del Primer Festival de la Voz Cristiana por TV, realizado por el programa Cristianizando TV, y Transmitido por QuisqueyaTV Canal 17 en el 2004[20]
- Reconocida en los años 2006 y 2010 por la Unión Nacional de Artistas y Aﬁnes de Rep. Dom. por su desempeño y desarrollo en las Artes Cristianas.
- Reconocida como Mujer Destacada en la Música Por la Revista Esther Magazine en el 2014.
- Reconocida por La Confederación de Comunicadoras Hispanas Iberoamericanas como “Mujer de Impacto Mundial” por su trayectoria y aportes al arte y la comunicación cristiana en el 2021
- Nominada en la categoría programa de TV por su espacio Yo Soy Auténtica en Premios el Galardón Internacional 2021
- Nominada a Mejor Programa Audiovisual y Mejor Presentadora Audiovisual en Premios Águila 2021, en la ciudad de Miami.